# Paulus Hochgatterer
Paulus Hochgatterer (n. 16 iulie 1961, Amstetten, Austria Inferioară, Austria) este un scriitor și medic psihiatru austriac.

## Opere

### Proză
- Rückblickpunkte, St. Pölten 1983, ISBN 9783853266656
- Der Aufenthalt, Salzburg 1990, ISBN 3701307954
- Über die Chirurgie, Wien 1993, ISBN 9783216300485
- Die Nystensche Regel, Wien 1995, ISBN 9783216301376
- Wildwasser, Wien [u.a.] 1997, ISBN 9783216303233
- Caretta Caretta, Wien [u.a.] 1999, ISBN 9783216304841
- Über Raben, Wien [u.a.] 2002. ISBN 9783216306296 [9]
- Eine kurze Geschichte vom Fliegenfischen, Wien [u.a.] 2003, ISBN 9783552060159
- Die Süße des Lebens, Wien 2006, ISBN 9783552060272
- Das Matratzenhaus, (Casa saltelelor) Editura Paul Zsolnay, Wien 2010, ISBN 9783552061125

### Teatru
- CASANOVA sau Giacomo brennt, Sommerspiele Melk 2008 [10]